# Giuliano Carnimeo
Giuliano Carnimeo, nato come Carmineo, noto anche con lo pseudonimo di Antony Ascot o Anthony Ascott (Bari, 4 luglio 1932 – Roma, 10 settembre 2016), è stato un regista e sceneggiatore italiano, specializzato in film di genere, soprattutto spaghetti-western e commedie sexy.

## Biografia
Diresse oltre trenta film tra il 1964 e il 1988. Fu anche sceneggiatore e soggettista in sei film e assistente alla regia di Giorgio Simonelli.

## Filmografia

### Regista
- Panic Button... Operazione fisco! - versione italiana (1964)
- I due figli di Ringo - co-regia con Giorgio Simonelli (1966)
- Joe... cercati un posto per morire! - accreditato come A. Ascot (1968)
- Il momento di uccidere - accreditato come Anthony Ascott (1968)
- Sono Sartana, il vostro becchino - accreditato come Anthony Ascott (1969)
- C'è Sartana... vendi la pistola e comprati la bara! - accreditato come Anthony Ascott (1970)
- Una nuvola di polvere... un grido di morte... arriva Sartana - accreditato come Anthony Ascott (1970)
- Buon funerale amigos!... paga Sartana - accreditato come Anthony Ascott (1970)
- Gli fumavano le Colt... lo chiamavano Camposanto - accreditato come Anthony Ascott (1971)
- Testa t'ammazzo, croce... sei morto - Mi chiamano Alleluja - accreditato come Anthony Ascott (1971)
- Perché quelle strane gocce di sangue sul corpo di Jennifer? - accreditato come Anthony Ascott (1972)
- Uomo avvisato mezzo ammazzato... parola di Spirito Santo - accreditato come Anthony Ascott (1972)
- Il West ti va stretto, amico... è arrivato Alleluja - accreditato come Anthony Ascott (1972)
- Anna, quel particolare piacere (1972)
- Fuori uno... sotto un altro, arriva il Passatore - accreditato come Anthony Ascott (1973)
- Lo chiamavano Tresette... giocava sempre col morto - accreditato come Anthony Ascott (1973)
- Di Tresette ce n'è uno, tutti gli altri son nessuno - accreditato come Anthony Ascott (1974)
- La signora gioca bene a scopa? (1974)
- Simone e Matteo - Un gioco da ragazzi - accreditato come Arthur Pitt (1975)
- Carioca tigre (1976)
- Il vangelo secondo Simone e Matteo (1976)
- L'insegnante balla... con tutta la classe (1979)
- Prestami tua moglie (1980)
- Mia moglie torna a scuola (1981)
- I carabbimatti (1981)
- Tutta da scoprire (1981)
- Pierino medico della S.A.U.B. (1981)
- Zero in condotta (1983)
- Il giustiziere della strada (1983) - accreditato come Jules Harrison[3]
- Quella villa in fondo al parco - accreditato come Anthony Ascot (1988)
- Computron 22 (1988)

### Sceneggiatore
- Fontana di Trevi, regia di Carlo Campogalliani (1960)
- Ursus, regia di Carlo Campogalliani (1961)
- Un branco di vigliacchi, regia di Fabrizio Taglioni (1962)
- Joe... cercati un posto per morire!, regia di Giuliano Carnimeo (1985)